# Istrien-Cup 2017
Der Istrien-Cup 2017 war die 5. Ausspielung des seit 2013 (damals als Slavic Cup 2013) ausgetragenen Frauenfußball-Einladungsturniers für Nationalmannschaften und wurde ab dem 1. März 2017 an verschiedenen Spielorten in Kroatien ausgetragen. Das Turnier lief wieder parallel zum Algarve- und Zypern-Cup, an denen aber stärkere Mannschaften teilnahmen. Alle Spiele wurden in Umag im City Stadium (Stella Maris Complex) ausgetragen.

## Teilnehmer
Die jeweilige Position entsprach derjenigen in der FIFA-Weltrangliste (Stand: Dezember 2016).
- Bosnien und Herzegowina (58)
- Chinesisch Taipeh (39)
- Frankreich B (die A-Mannschaft nimmt am SheBelieves Cup 2017 teil)
- Kroatien (53)
- Nordirland (59)
- Slowakei (41)
- Slowenien (57)
- Ungarn-B (die A-Mannschaft nimmt am Zypern-Cup 2017 teil)

## Modus
Die acht Mannschaften spielten in ihrer Gruppe jede gegen jede um die Platzierung. Dabei war die beste Punktzahl, dann der direkte Vergleich und erst danach die Tordifferenz für die Platzierung entscheidend.
Abschließend kam es zu Platzierungsspielen, in denen die jeweils gleichrangigen Teams der beiden Gruppen aufeinandertrafen.
Da die FIFA die Spiele als „Freundschaftsspiele“ einstufte, durfte jede Mannschaft pro Spiel sechs Auswechslungen vornehmen. Die Spiele gegen die B-Mannschaften wurden von der FIFA nicht gezählt und gehen daher nicht in die Wertung für die FIFA-Weltrangliste ein.

## Das Turnier

### Gruppenphase

#### Gruppe A
| Pl. | Land              | Sp. | S | U | N | Tore    | Diff. | Punkte |
| --- | ----------------- | --- | - | - | - | ------- | ----- | ------ |
| 1.  | Slowakei          | 3   | 2 | 1 | 0 | 003:100 | +2    | 07     |
| 2.  | Nordirland        | 3   | 1 | 2 | 0 | 012:400 | +8    | 05     |
| 3.  | Slowenien         | 3   | 1 | 1 | 1 | 010:700 | +3    | 04     |
| 4.  | Chinesisch Taipeh | 3   | 0 | 0 | 3 | 001:140 | −13   | 0      |

|                      |   |                   |           |
| 1. März um 12:00 Uhr |   |                   |           |
| Slowakei             | – | Nordirland        | 0:0       |
| 1. März um 15:00 Uhr |   |                   |           |
| Chinesisch Taipeh    | – | Slowenien         | 1:5 (1:2) |
| 3. März um 12:00 Uhr |   |                   |           |
| Slowenien            | – | Slowakei          | 1:2 (1:1) |
| 3. März um 15:00 Uhr |   |                   |           |
| Nordirland           | – | Chinesisch Taipeh | 8:0 (5:0) |
| 6. März um 12:00 Uhr |   |                   |           |
| Slowakei             | – | Chinesisch Taipeh | 1:0 (1:0) |
| 6. März um 15:00 Uhr |   |                   |           |
| Nordirland           | – | Slowenien         | 4:4 (1:3) |

#### Gruppe B
| Pl. | Land                    | Sp. | S | U | N | Tore    | Diff. | Punkte |
| --- | ----------------------- | --- | - | - | - | ------- | ----- | ------ |
| 1.  | Bosnien und Herzegowina | 3   | 2 | 1 | 0 | 004:000 | +4    | 07     |
| 2.  | Frankreich-B            | 3   | 2 | 0 | 1 | 008:200 | +6    | 06     |
| 3.  | Kroatien                | 3   | 1 | 1 | 1 | 003:200 | +1    | 04     |
| 4.  | Ungarn-B                | 3   | 0 | 0 | 3 | 000:110 | −11   | 0      |

|                         |   |                         |           |
| 1. März um 12:00 Uhr    |   |                         |           |
| Frankreich-B            | – | Bosnien und Herzegowina | 0:2 (0:0) |
| 1. März um 15:00 Uhr    |   |                         |           |
| Ungarn-B                | – | Kroatien                | 0:3 (0:2) |
| 3. März um 12:00 Uhr    |   |                         |           |
| Kroatien                | – | Frankreich-B            | 0:2 (0:0) |
| 3. März um 15:00 Uhr    |   |                         |           |
| Bosnien und Herzegowina | – | Ungarn-B                | 2:0       |
| 6. März um 12:00 Uhr    |   |                         |           |
| Frankreich-B            | – | Ungarn-B                | 6:0 (3:0) |
| 6. März um 15:00 Uhr    |   |                         |           |
| Kroatien                | – | Bosnien und Herzegowina | 0:0       |

### Platzierungsspiele
Spiel um Platz 7
|                      |   |                   |           |
| 8. März um 11:00 Uhr |   |                   |           |
| Ungarn-B             | – | Chinesisch Taipeh | 0:1 (0:0) |

Spiel um Platz 5
|                      |   |           |           |
| 8. März um 11:00 Uhr |   |           |           |
| Kroatien             | – | Slowenien | 3:1 (1:1) |

Spiel um Platz 3
|                      |   |            |           |
| 8. März um 15:00 Uhr |   |            |           |
| Frankreich-B         | – | Nordirland | 1:0 (0:0) |

### Finale
| Slowakei                          | Slowakei | Bosnien und Herzegowina | Bosnien und Herzegowina |
| --------------------------------- | --- | --- | ----------------------- |
| Slowakei [ 18 ]                   | \| 8. März 2017 um 15:00 Uhr in Umag \| \| Ergebnis: 2:0 (1:0) \| | \| 8. März 2017 um 15:00 Uhr in Umag \| \| Ergebnis: 2:0 (1:0) \| | Bosnien und Herzegowina |
| Slowakei [ 18 ]                   | Mária Korenčiová – Lucia Haršányová, Alexandra Bíróová, Klaudia Fabová, Kristína Košíková – Petra Zdechovanová, Lucia Šušková, Mária Mikolajová (90. Valentina Šušolová), Dominika Škorvánková – Patrícia Hmírová, Ľudmila Maťavková (83. Stanislava Líšková) Cheftrainer: Zsolt Pakusza | Almina Hodžić – Nikolina Duaković, Zerina Piskić, Amira Spahić – Aida Hadžić, Milena Nikolić, Antonela Radeljić, Merjema Medić, Melisa Hasanbegović, Amela Kršo – Lidija Kuliš Cheftrainerin: Samira Hurem | Bosnien und Herzegowina |
| Slowakei [ 18 ]                   | 1:0 Hmírová (34.) 2:0 Líšková (85.) | | Bosnien und Herzegowina |
| Slowakei [ 18 ]                   | Škorvánková (38.), Košíková (60.) | | Bosnien und Herzegowina |
| 8. März 2017 um 15:00 Uhr in Umag | | |                         |
| Ergebnis: 2:0 (1:0)               | | |                         |